# دانيلا سكوت
دانيلا سكوت (بالإنجليزية: Danielle Scott)‏ هي متزحلقة حرة أسترالية، ولدت في 7 مارس 1990 في سيدني في أستراليا.

## وصلات خارجية
- دانيلا سكوت على موقع الاتحاد الدولي للتزلج (التزلج الحر) (الإنجليزية)
- دانيلا سكوت على موقع اللجنة الأولمبية الدولية (الإنجليزية)
- دانيلا سكوت على موقع أوليمبيديا (الإنجليزية)
- دانيلا سكوت على موقع اللجنة الأولمبية الأسترالية (الإنجليزية)